# Ngk Alur Buluh
Ngk Alur Buluh is een bestuurslaag in het regentschap Aceh Tenggara van de provincie Atjeh, Indonesië. Ngk Alur Buluh telt 696 inwoners (volkstelling 2010).